# Палац культури (Ясси)
Палац культури (рум. Palatul Culturii) — будівля, розташована в м. Ясси, Румунія. Служила Палацом адміністрації та юстиції до 1955 року. Віднесена до чотирьох музеїв, об'єднаних під назвою Молдавський національний музейний комплекс .
Палац культури внесений до Національного реєстру історичних пам'яток .

## Історія

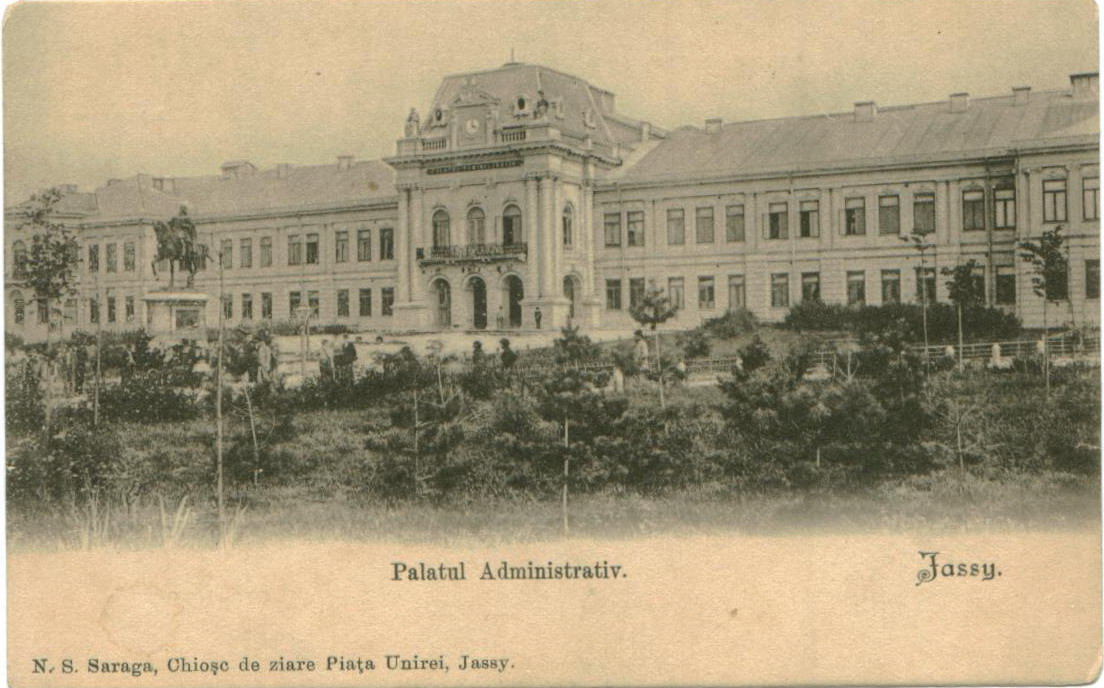
Колишній Княжий палац Молдавії (1883)

Палац культури розташований у периметрі середньовічного Князівського суду Молдавії (з 1434 р.). Будівництво було задумано як проект відбудови та розширення колишнього Князівського палацу Молдавії, приуроченого до князювання Александру Морузі (1803—1806, архітектор Йохан Фрейвальд), відремонтованого князем Михайлом Стурдзою (1841—1843, архітектор Ніколає Сингуров), від якої збереглися фундаменти та перші два поверхи Саме від цієї останньої будівлі Палац успадкував легенду про 365 кімнат, скільки днів протягом одного року..
Румунському архітектору І. Д. Беріндею було доручено планувати та проводити процес відбудови. На відміну від старого палацу, побудованого в неокласичному стилі, Беріндей вирішив оформити його у пишному неоготичному стилі.
У незавершеній будівлі зупинялись румунські та російські війська, розміщувались різні державні установи та військові лікарні. Остаточно пам'ятник був завершений 11 жовтня 1925 року та офіційно відкритий через рік королем Румунії Фердінандом I.
У будівлі розмістився Окружний суд та інші державні установи до 1955 року. Під час Другої світової війни у палаці перебували німецькі, а потім і радянські, війська.
У 1975—1977 роках дерев'яна підлога була замінена цементною. Масштабний проект реставрації, який вважається одним із найскладніших в Румунії з 1990 року, розпочався в 2008 році Основні роботи були завершені в квітні 2016 р.
У період з 1955 по 2010 рік у Палаці культури розміщувалось головне відділення бібліотеки повіту Ясси.

## Архітектура

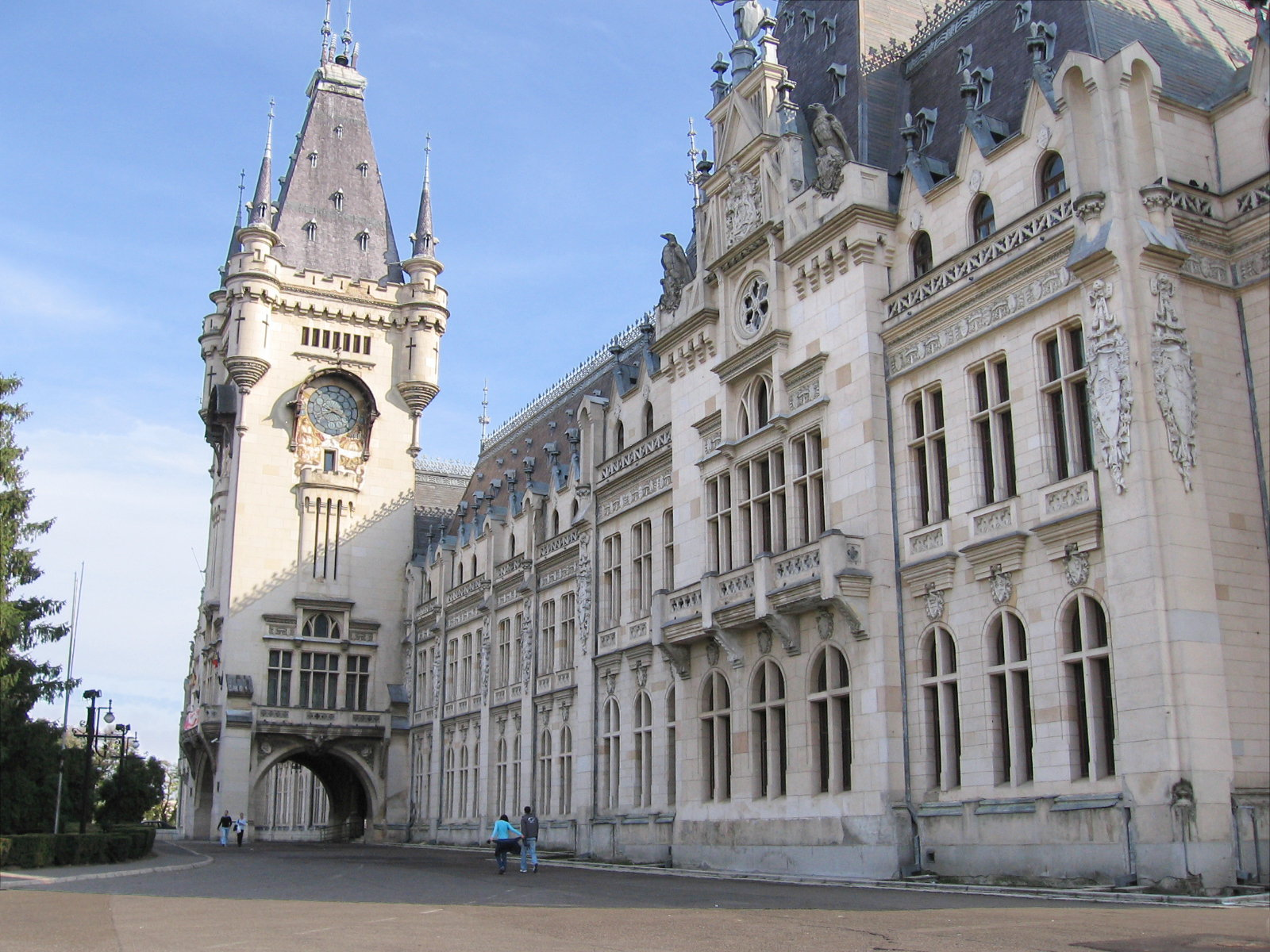
Ближчий вид на Палац культури

Палац має 298 великих кімнат загальною площею 34 236 м2 (368 510 фут2), 92 вікна в передній частині будівлі та ще 36 всередині будівлі.
В центральній залі зображено декоративну мозаїку, що включає різноманітні зображення готичного бестіарію: двоголові орли, дракони, грифони, леви. На зал накладається скляна кімната, де спочатку була влаштована теплиця.
Незважаючи на свій архаїчний вигляд, палац був розроблений так, щоб інтегрувати сучасні матеріали та технології. Кам'яні блоки замінили на легкі та набагато дешевші матеріали. Декоративні елементи виробів з металу також чудові, наприклад, у дверях Залу воєвод. На той час будівля була обладнана новими технологіями: наявне електричне освітлення, (пневматичне) опалення, вентиляційна система, термостат, пилососи, які були спрямовані з машинного залу на підземний рівень.

### Годинникова вежа
Вхід у палац проходить через велику донжонську вежу, з ядрами і альковами, де зображені орли з розкритими крилами. Вежа є центральною архітектурною частиною палацу. На кожній з трьох відкритих сторін є циферблат годинника діаметром 3,25 м (11 фут). Циферблати годинників прикрашені вітражами, що представляють 12 астрологічних знаків. Двоє молодих людей, одягнених у національні костюми, намальовані з боків циферблата, ніби охороняють годинник (елемент дизайну, натхненний замком Пелеш).

## Молдавський національний музейний комплекс
В Палаці культури розміщені чотири музеї: Художній музей, Музей історії Молдови, Етнографічний музей Молдавії та Музей науки і техніки «Штефан Прокопіу».

### Музей мистецтв
Художній музей, заснований в 1860 р., є найстарішим і має найбільшу колекцію мистецтв в Румунії, в якій налічується понад 8700 творів, з яких 1000 належать до національної та загальної спадщини. Розташований на першому поверсі палацу, він має 24 кімнати для постійних виставок (Галерея універсальної мистецтва, Галерея сучасного мистецтва Румунії та Галерея сучасного мистецтва). Галереї містять роботи таких художників, як Караваджо, Паоло Веронезе, П'єтро Лібері, Карло Долчі, Сальватор Роза, Франческо Солімена
Етнографічний музей Молдавії, заснований у 1943 році, налічує понад 13 000 предметів, що зображують румунську історію. Молдавський етнографічний музей розташований у західній частині палацу, на першому та другому поверсі. Тут можна помилуватися предметами, якими мешканці Молдавії користуються у своїй повсякденній діяльності: у сільському господарстві, виноградарстві, вирощуванні тварин, риболовлі, мисливстві, бджільництві. Також можна побачити інтер'єри селянських будинків, пристосування для гончарства, ткацтва, обробки дерева, колекції масок, традиційні костюми. Багатьом з цих експонатів вже понад 100 років.
Музей також координує Музей вина та виноградників у Харлау.

### Науково-технічний музей
Музей науки і техніки «Штефан Прокопіу» з колекцією понад 8 500 предметів був заснований в 1955 році як «Політехнічний музей» і перейменований у 1994 році на честь фізика Штефана Прокопіу. Тут розташовані розділи енергетики, звукозапису та відтворення, телекомунікації, мінералогія — кристалографія та комп'ютери.
Меморіальний музей " Поні — Кернетеску " в Яссах також перебуває під безпосередньою координацією Музею науки і техніки.

## Інші визначні пам'ятки
Окрім чотирьох музеїв у Палаці культури наявні інші визначні місця. У готичному залі можна побачити мозаїку, яка представляє середньовічний бестіарій. На першому поверсі знаходиться Кімната воєвод, де є портрети правителів Молдови та королів Румунії. Є кімната «Анрі Коанде», яка була названа на честь відомого румунського винахідника цементу. Праворуч знаходиться Сторожова вежа, що нагадує старий княжий двір Ясси, а також галереї під судом палацу. Зліва — колекція капітелей та інших кам'яних архітектурних елементів, згрупованих у лапідарій. Перед палацом знаходиться кінна статуя Стефана Великого, обрамлена двома гарматими Круппа, трофеями з Румунської війни за незалежність.

## Галерея

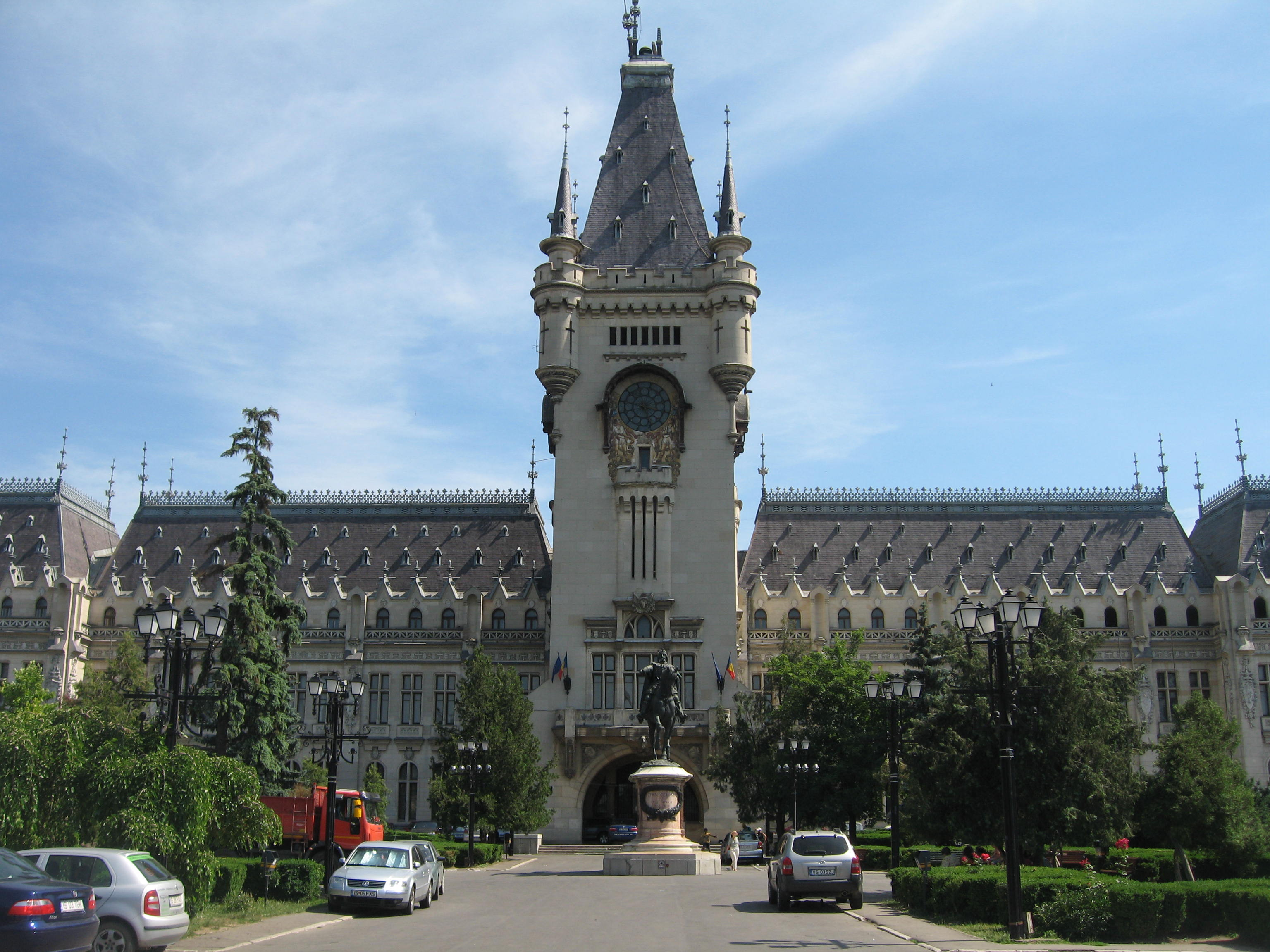
Вид спереду з Палацової площі
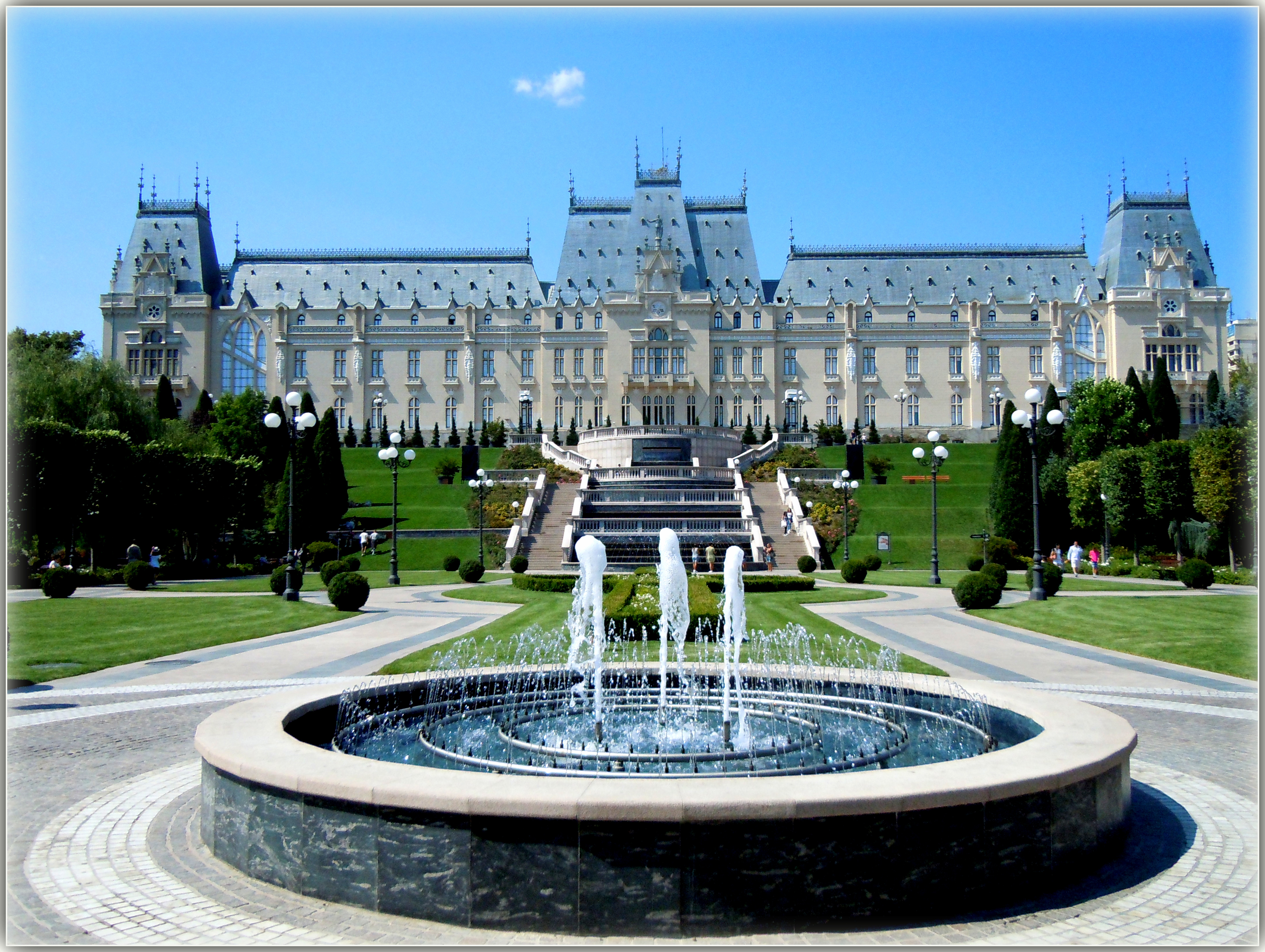
Вид ззаду із саду Паласа
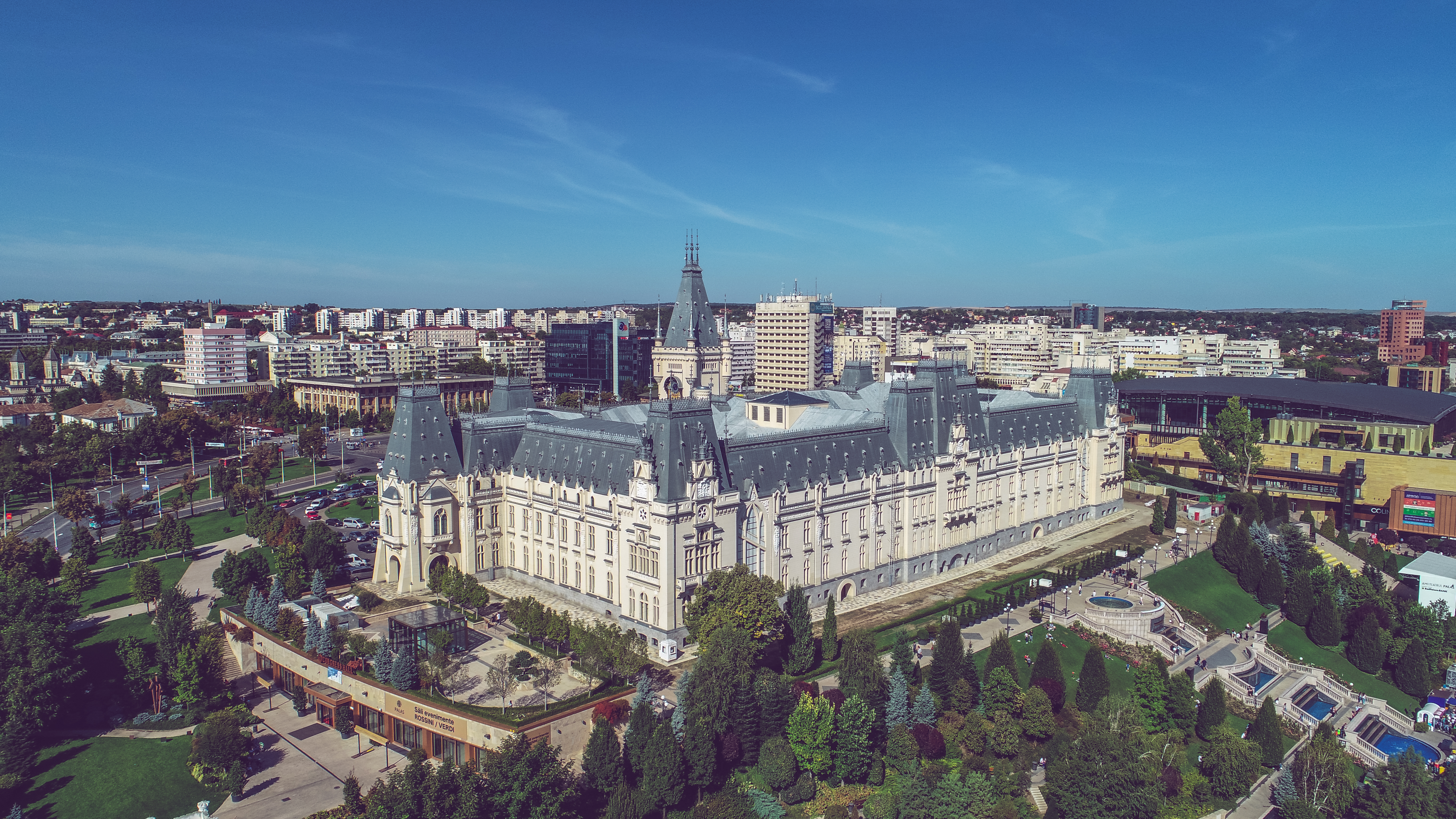
Пташиного польоту
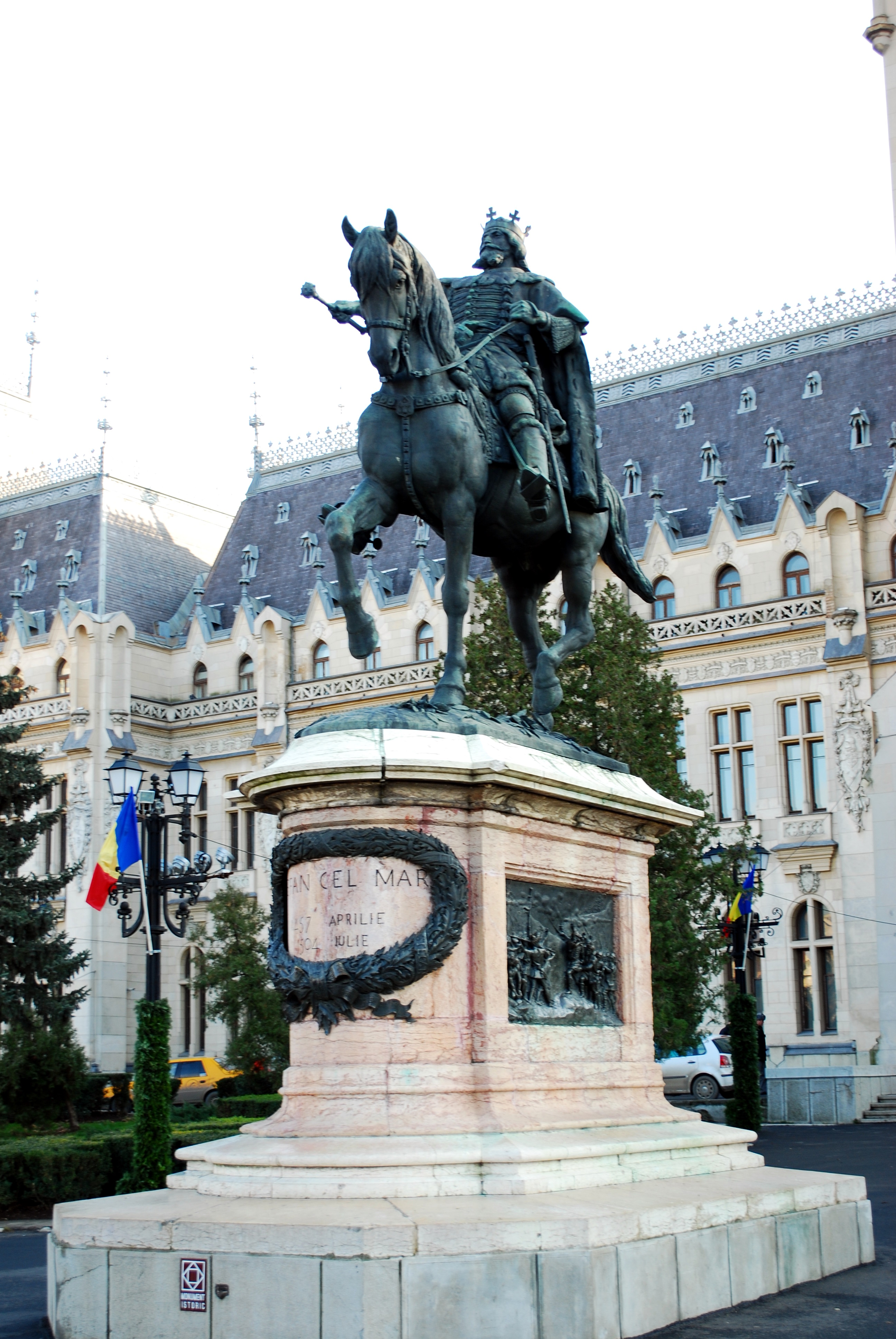
Статуя Стефана Великого
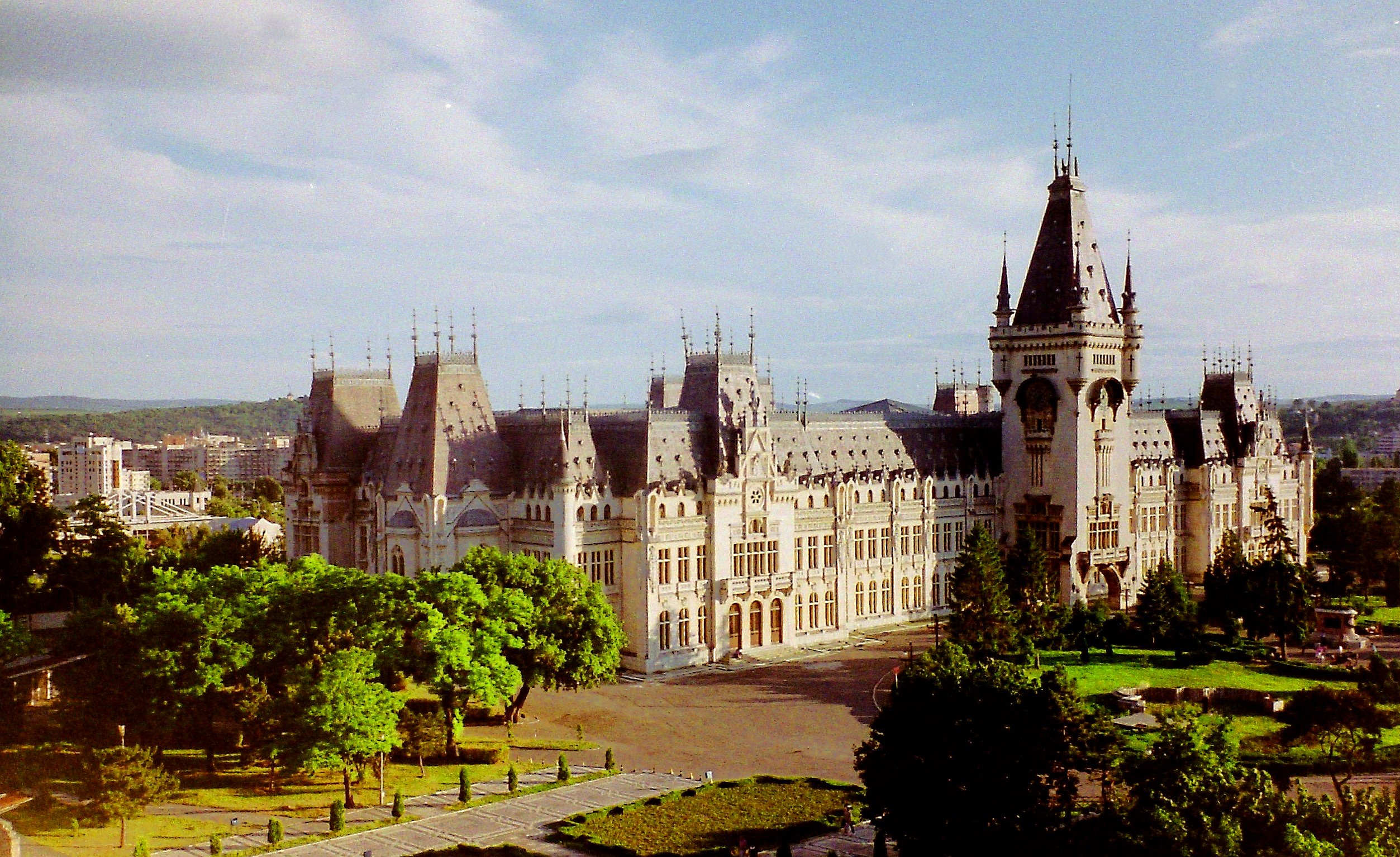
Загальний вигляд
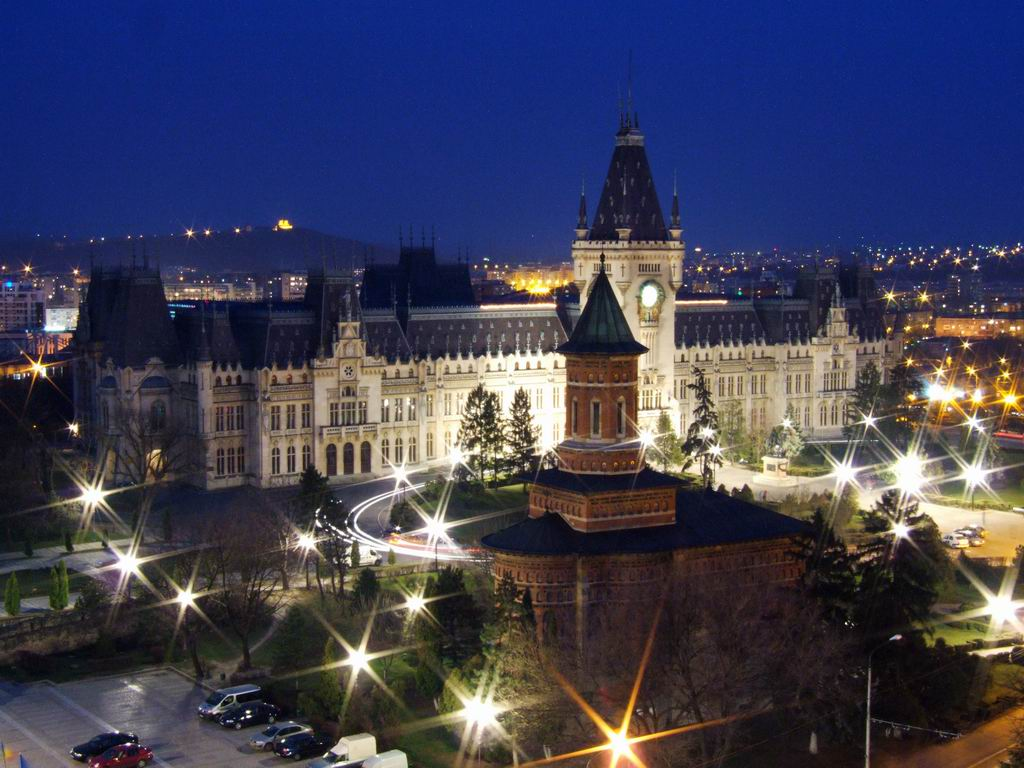
Палацова площа та церква княжого Святого Миколая
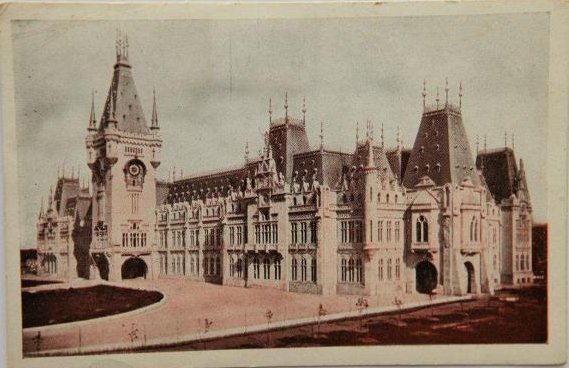
Міжвоєнна листівка